# Klepzetel
De klepzetel of klepzitting vormt het oppervlak waarop de klep van een verbrandingsmotor rust als ze gesloten is. 
De klepzetel heeft drie taken:

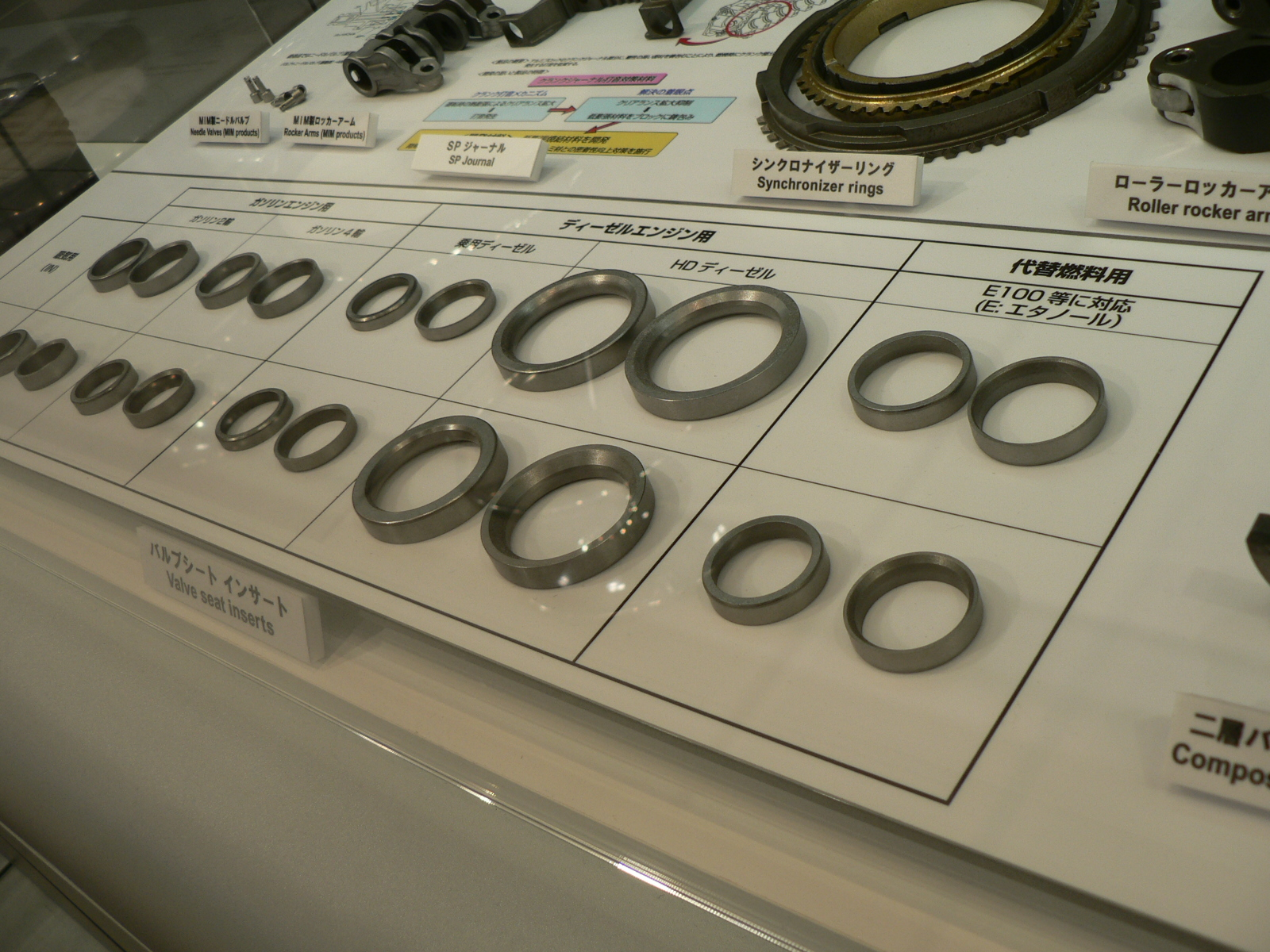
diverse klepzetels

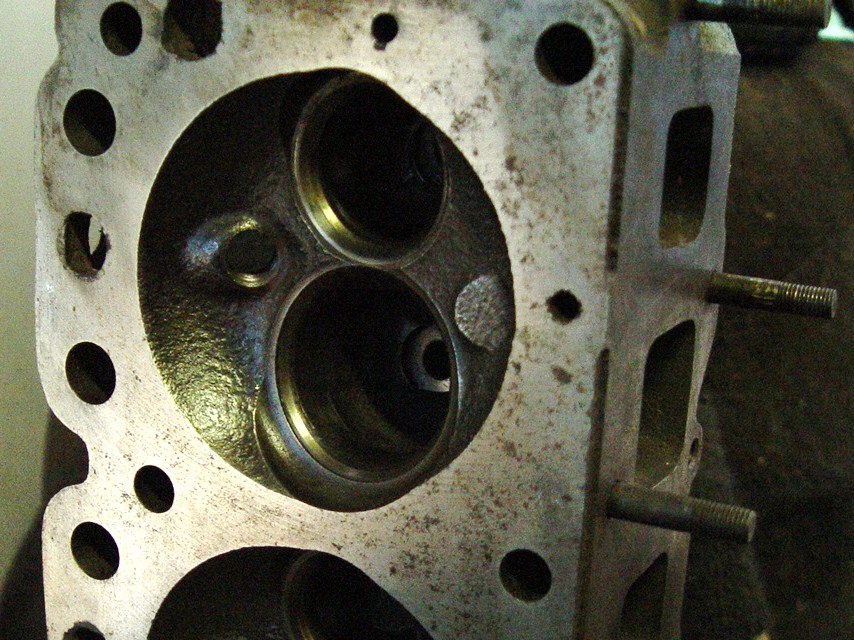
Blik in de verbrandingsruimte met verwijderde kleppen: links het bougiegat, boven de kleine uitlaatklepzetel en onder de grotere inlaatklepzetel

1. Samen met de klep afsluiten van de in- en uitlaatkanalen.
2. Het geleiden van de in- of uitstromende gassen.
3. Het overdragen van de warmte van de klep aan de cilinderkop.
De klepzetel is cirkelvormig en in de cilinderkop geperst. Het persen wordt vereenvoudigd door de cilinderkop te verwarmen en de klepzetel te koelen. Ze moet exact geproduceerd en gevormd zijn en conisch ingeslepen op de klep om lekkage te voorkomen. Als dat gebeurt gaat er compressie- of verbrandingsdruk verloren en werkt de motor niet meer efficiënt. In het algemeen worden verschillende conische vlakken boven en onder het werkelijke raakvlak van de klep gevormd om een zekere sluiting te verkrijgen, maar ook omdat de klepzetel invloed heeft op de gasstromen, bij de inlaatklep van het binnenstromende gas(mengsel) en bij de uitlaatklep van de uitstromende uitlaatgassen. 
Tegenwoordig zijn klepzetels gemaakt van een geharde metaallegering, zoals stelliet. Dat kan hoge temperaturen verdragen, noodzakelijk omdat sinds de jaren tachtig het koelende effect van lood in de benzine ontbreekt.
Bij goedkope motoren kunnen de klepzetels eenvoudig uit de cilinderkop zijn gefreesd, bij moderne motoren wordt soms een harde laag in de cilinderkop gespoten. Dan vormt zich een zeer dunne klepzetel die een betere warmteafdracht aan de cilinderkop (en de daarin stromende koelvloeistof) kent waardoor de klepsteel dunner en lichter geconstrueerd kan worden.